# KK Vršac (féminin)
Le KK Vršac est un club féminin serbe de basket-ball évoluant dans la ville de Vršac. 
Le club possède également une section masculine, elle aussi dans l'élite nationale

## Historique
La section féminine est née en 1946, et en 1952 elle est championne de Yougoslavie junior. En 1964, elle s'accorde le droit, après une brillante saison, de disputer la Ligue de Voïvodine, puis change de nom en 1967 en prenant celui de VIK - Vršac. Ce changement est une sorte de délivrance pour les joueuses puisqu'elles acquièrent de nouveaux droits et surtout des facilités afin de pouvoir s'entraîner dignement. 
En 1972 l'équipe frôle l'exploit de se qualifier pour le I National League, la plus haute division de Serbie unie. Puis, en 1989, ce sont des problèmes financiers qui l'empêchent de participer à la I 'B' National league. Cette montée en I 'B' National league sera assurée en 1992, grâce à l'arrivée du sponsor Hemofarm. L'année suivante le club monte en I National League, avant de commencer à obtenir des titres nationaux.

## Palmarès
- Champion de Yougoslavie : 1998, 1999, 2000 et 2001
  - Finaliste en 1996, 1997 et 2002

- Champion de Serbie-et-Monténégro : 2005 et 2006
  - Finaliste en 2004

- Champion de Serbie : 2007, 2008, 2009
  - Finaliste en 2010, 2011, 2012

- Vainqueur de la coupe de Yougoslavie : 1996, 1998, 1999 et 2002

- Vainqueur de la coupe de Serbie-et-Monténégro : 2005 et 2006
  - Finaliste en 2004

- Vainqueur de la coupe de Serbie : 2007, 2008, 2009, 2010, 2012
  - Finaliste en 2011

## Entraîneurs successifs
- Depuis : Miroslav Popov ( Serbie)